# کرنیس پوینت، نیوجرسی
کرنیس پوینت (به انگلیسی: Carneys Point Township) شهری در ایالت نیوجرسی کشور ایالات متحده آمریکا است که جمعیت آن در سرشماری سال ۲۰۱۰ میلادی، ۸٬۰۴۹ نفر بوده‌است.